# Spisula
La spisula è un genere di molluschi o vongole bivalve marine della famiglia delle Mactridae, comunemente note come vongole o conchiglie.

## Specie
Le specie del genere Spisula includono:
- Spisula aequilateralis (Deshayes, 1854) - Triangle shell
- Spisula elliptica
- Spisula ovalis (J. Sowerby, 1817)
- Spisula solida (Linnaeus, 1758)
- Spisula solidissima (Dillwyn, 1817) - Atlantic surfclam
- Spisula subtruncata
- Spisula sachalinensis